# Сі Мінцзе
Сі Мінцзе (спрощена китайська: 习明泽, традиційна китайська: 習明澤; піньїнь: Xí Míngzé; [ɕǐ mǐŋ.tsɤ̌]; народилася 25 червня 1992 року), на прізвисько Сяо Муцзи (小木子; «Маленький ліс») — єдина дитина верховного лідера Китаю та генерального секретаря Комуністичної партії Китаю Сі Цзіньпіна та традиційної співачки в оперному стилі Пен Ліюань.

## Молодість і освіта
Сі Мінцзе народилася 25 червня 1992 року в лікарні охорони здоров'я матері та дитини Фучжоу в Фучжоу. Вона єдина дитина Сі Цзіньпіна та його дружини Пен Ліюань. Сі тримається в секреті, громадськості було розкрито не так багато її особистої інформації. З 2006 по 2008 рік вона вивчала французьку мову в школі іноземних мов Ханчжоу. Сі вступила до Гарвардського університету в США в 2010 році після року навчання в університеті Чжецзян. До університету вона вступила під псевдонімом і її справжній статус залишався невідомим. У 2014 році вона закінчила Гарвард зі ступенем бакалаврки мистецтв у галузі психології та, вважалося, повернулася до Пекіна. У лютому 2022 року в прес-релізі члена конгресу США Вікі Хартцлер стало відомо, що в 2019 році Сі вступила до аспірантури та живе в США.

## Громадське життя
Після землетрусу в Сичуані 2008 року упродовж тижня Сі працювала волонтеркою в Ханьванзі, Міаньчжу, як працівниця служби подолання катастроф. У 2013 році вона вперше з'явилася на публіці зі своїми батьками. Це було в селі Лянцзяхе в Яньань, Шеньсі, де вони привітали місцевих жителів з китайським Новим роком. Сі була описана як зацікавлена в читанні та моді.

## Витік інформації
За даними державного ЗМІ США Radio Free Asia, у 2019 році за ймовірний витік фотографій посвідчення особи Сі Мінцзе на веб-сайті під назвою esu.wiki було заарештовано Ніу Тенгю (牛騰宇). Правозахисна група China Change розкритикувала ймовірне застосування тортур і позбавлення сну для отримання зізнань від підозрюваних. Радіо Вільна Азія повідомило, що 30 грудня 2020 року Народний суд району Маонань засудив Ніу до 14 років ув'язнення та штрафу в розмірі 130 000 юанів за «підбурювання сварок і конфліктів», «посягання на особисту інформацію громадян» і «підбурювання до підривної діяльності проти державної влади», а 23 інших отримали менші покарання.